# Viaggi d'incentivazione
I viaggi d'incentivazione, o incentivi, sono uno strumento di gestione aziendale che ha lo scopo di incentivare i dipendenti, i collaboratori esterni (ad es. agenti e rappresentanti) o i clienti di un'azienda al fine di ottenere un aumento e/o un miglioramento della produzione. Essi rientrano nella categoria turismo d'affari.

## Principali scopi dei viaggi d'incentivazione
- Incremento dei rendimenti di un'azienda. Il viaggio d'incentivazione può costituire il premio o uno dei premi all'interno di una campagna d'incentivazione nell'ambito della quale sono considerati vincitori coloro che avranno raggiunto gli obiettivi di rendimento prefissati entro il termine di tempo stabilito. Gli obiettivi prefissati possono riferirsi all'incremento di produzione o di vendita di un dato prodotto o servizio e dunque, più in generale, ad un aumento del fatturato dell'azienda. In questo caso i costi necessari ad attuare il viaggio saranno già stati inclusi nel calcolo che porta a stabilire gli obiettivi di produzione da raggiungere.

- Motivazione del personale. In alcuni casi il viaggio ha uno scopo non direttamente economico ed è piuttosto l'occasione per ottenere un miglioramento dei rapporti all'interno dell'azienda e un processo identificativo con l'azienda stessa, denominato brand awareness. In questi casi il viaggio è quindi utile per facilitare gli scambi tra colleghi di una stessa sede, o di sedi geograficamente distanti tra loro o nel caso di fusioni di più compagnie i cui dipendenti inizino a collaborare.

- Fidelizzazione della clientela. Il viaggio d'incentivazione è anche uno strumento di marketing quando è rivolto ai clienti dell'azienda per premiare coloro che avranno generato un determinato fatturato o per favorirne la fidelizzazione.

## Figure professionali
Il risultato di incentivazione e motivazione che deriva dal viaggio d'incentivazione si fonda su una serie di meccanismi psicologici tra cui il desiderio di emergere e di veder riconosciuti i propri meriti, sia dai propri superiori che dai pari grado; lo spirito di gruppo che si crea quando si vivono insieme determinate esperienze, in questo caso appositamente organizzate; il senso di appartenenza all'azienda che si genera nel vedere come questa si impegni.
Programma e meta del viaggio vanno attentamente studiati per ottenere gli obiettivi che l'azienda si prefigge e, a tal fine, all'interno del programma possono aggiungersi vari elementi di motivazione e aggregazione come le attività sportive o di gioco che creano spirito di squadra (attività di team building) e simulano dinamiche interpersonali (networking) simili a quelle che si possono ritrovare in azienda. 
L'organizzazione di un viaggio d'incentivazione richiede quindi precise capacità professionali ed esistono diversi tipi di figure specializzate in progetti di questo tipo:
- Incentive House: agenzie che si occupano di progetti di incentivazione in tutti i loro aspetti, curando quindi l'ideazione, l'implementazione e la comunicazione dell'intero programma.

- DMC (Destination Management Company): sono agenzie specializzate in un determinato territorio in grado di organizzare i servizi logistici necessari alla realizzazione del progetto, eventualmente ideato da forze interne alle aziende stesse o da altre agenzie.

- Agenzia di comunicazione: sono agenzie specializzate nella gestione dell'immagine che possono quindi inserire l'organizzazione di un viaggio d'incentivazione all'interno ad esempio di un progetto di posizionamento dell'azienda sul mercato.

## Valutazione dei risultati ottenuti
I viaggi d'incentivazione sono uno strumento economico e pertanto esiste la possibilità di valutarne il ROI (Return on investment), cioè la resa rispetto all'investimento iniziale.

## Viaggi incentive e nuove tendenze
Il mercato dei viaggi premio si sta evolvendo sia con riferimento alle strategie promozionali delle imprese, sia con gli aspetti tecnico–organizzativi delle proposte avanzate dai vari operatori turistici.
Le tematiche di grande attualità possono essere:
- Rapporto incentive-marketing.  La campagna incentive viene vista come uno strumento di marketing da integrarsi con la pubblicità, la promozione e le pubbliche relazioni;
- Rapporto marketing–turismo. Gli operatori che creano i viaggi incentive devono possedere conoscenze ed abilità sia nel settore di marketing che in quello del turismo.
- Nuove esigenze da parte delle imprese.  Il viaggio va richiesto molto tempo prima e pianificato con l'ufficio marketing.
- Efficacia della comunicazione. Il viaggio incentive con il passar del tempo si sta trasformando sempre più uno strumento strategico per raggiungere alcuni obbiettivi aziendali.
- Nuove mete e personalizzazione del viaggio. Tenendo presente che la scelta della meta del viaggio dipende dai suoi destinatari, dal budget previsto e dalla stagione. Per quanto riguarda la durata, si riscontra una forte tendenza verso i week-end lunghi.